# Rugby 7 na Letnich Igrzyskach Olimpijskich 2016 – kwalifikacje mężczyzn
Kwalifikacje do olimpijskiego turnieju rugby 7 mężczyzn 2016 mają na celu wyłonienie dwunastu męskich reprezentacji narodowych w rugby 7, które wystąpią w tym turnieju.
Wstępny zarys systemu kwalifikacji został ujawniony w marcu 2013 roku. Oficjalne jego ogłoszenie przez IRB nastąpiło na początku lutego 2014 roku po zatwierdzeniu przez Międzynarodowy Komitet Olimpijski. W turnieju olijmpijskim wystąpi dwanaście zespołów. Zapewniony udział ma reprezentacja Brazylii jako przedstawiciel gospodarza igrzysk, zaś o pozostałe miejsca odbywają się zawody eliminacyjne. Cztery miejsca otrzymały czołowe drużyny World Rugby Sevens Series sezonu 2014/2015, sześć zwycięzcy turniejów eliminacyjnych w każdym z sześciu regionów podlegających IRB, a ostatnie triumfator barażu interkontynentalnego, w którym wystąpi szesnaście zespołów wyznaczonych według klucza geograficznego, które do tego czasu nie uzyskają awansu.
Zgodnie z pierwotnym planem regionalne turnieje odbywały się pomiędzy 1 czerwca a 31 grudnia 2015 roku, a ich dokładne terminy miały zostać potwierdzone do końca roku 2014. Gospodarze regionalnych zawodów i ich pełny terminarz zostały ostatecznie opublikowane 1 maja 2015 roku, jednocześnie ogłoszono, iż miejsce i termin turnieju ostatniej szansy zostaną ustalone do końca roku 2015. Nastąpiło to w grudniu tegoż roku, a zawody zostały zaplanowane na 18–19 czerwca 2016 roku w Monako.

## Zakwalifikowane drużyny
| Kwalifikacja                          | Data                                | Gospodarz                | Miejsca | Zakwalifikowani                                       |
| ------------------------------------- | ----------------------------------- | ------------------------ | ------- | ----------------------------------------------------- |
| Gospodarz                             | –                                   | –                        | 1       | Brazylia                                              |
| World Rugby Sevens Series (2014/2015) | 11 października 2014 – 17 maja 2015 |                          | 4       | Fidżi Nowa Zelandia Południowa Afryka Wielka Brytania |
| CONSUR Sevens 2015                    | 5–7 czerwca 2015                    | Argentyna                | 1       | Argentyna                                             |
| NACRA Sevens 2015                     | 13–14 czerwca 2015                  | Stany Zjednoczone        | 1       | Stany Zjednoczone                                     |
| Mistrzostwa Europy 2015               | 6 czerwca – 12 lipca 2015           | Rosja · Francja · Anglia | 1       | Francja                                               |
| Azjatycki turniej kwalifikacyjny      | 7–8 listopada 2015                  | Hongkong                 | 1       | Japonia                                               |
| Mistrzostwa Afryki 2015               | 14–15 listopada 2015                | Południowa Afryka        | 1       | Kenia                                                 |
| Mistrzostwa Oceanii 2015              | 14–15 listopada 2015                | Nowa Zelandia            | 1       | Australia                                             |
| Światowy Turniej Kwalifikacyjny       | 18–19 czerwca 2016                  | Monako                   | 1       | Hiszpania                                             |
| Razem                                 |                                     |                          | 12      |                                                       |

## Kwalifikacje

### World Rugby Sevens Series (2014/2015)
W przedostatnim turnieju sezonu awans na igrzyska zagwarantowały sobie RPA, Fidżi i Nowa Zelandia. Udział Anglików w ćwierćfinałach ostatnich zawodów zapewnił natomiast kwalifikację Wielkiej Brytanii.

### Turnieje kontynentalne

#### Afryka
Afrykański turniej został zaplanowany do rozegrania w dwunastozespołowej obsadzie w dniach 14–15 listopada 2015 roku w Południowej Afryce. Awans do niego uzyskało osiem czołowych drużyn Mistrzostw Afryki 2014, pozostała czwórka została wyłoniona z dwóch geograficznie wydzielonych turniejów eliminacyjnych. Drużyny rywalizowały w pierwszym dniu systemem kołowym podzielone na trzy czterozespołowe grupy, po czym w drugim dniu osiem najlepszych awansowało do ćwierćfinałów, a pozostałe cztery zmierzyły się w walce o Bowl W zawodach triumfowali przedturniejowi faworyci – Kenijczycy. Uzyskali tym samym bezpośredni awans na igrzyska w Rio, pozostałych trzech półfinalistów – Zimbabwe, Maroko i Tunezja – otrzymało natomiast prawo do występu w światowym turnieju kwalifikacyjnym.

#### Ameryka Południowa
Południowoamerykański turniej został rozegrany w dniach 5–7 czerwca 2015 roku w argentyńskim mieście Santa Fe. W gronie siedmiu zespołów rywalizujących w ramach jednej grupy systemem kołowym najlepsi okazali się Argentyńczycy, którzy w trzydniowym turnieju stracili jedynie dziesięć punktów, na podium uplasowały się także Urugwaj i Chile otrzymując prawo do występu w światowym turnieju kwalifikacyjnym.

#### Ameryka Północna
Północnoamerykański turniej został zaplanowany do rozegrania w dniach 13–14 czerwca 2015 roku w kompleksie WakeMed Soccer Park w amerykańskim mieście Cary. W dziewięciozespołowych zawodach triumfowali reprezentanci USA zyskując bezpośredni awans do olimpijskiego turnieju, prawo gry w światowym turnieju kwalifikacyjnym otrzymały natomiast Kanada i Meksyk.

#### Azja
Początkowo kwalifikacją miały być Mistrzostwa Azji 2015, jednak z uwagi na start Japonii w Pucharze Świata 2015 azjatyckie eliminacje zostały zaplanowane w formie oddzielnego turnieju. W zawodach miało wziąć udział dwanaście reprezentacji, ostatecznie przystąpiło do nich jednak dziesięć drużyn, z których bezkonkurencyjna okazała się faworyzowana Japonia. Zyskała tym samym prawo udziału w olimpijskich zawodach, a do turnieju ostatniej szansy awans uzyskali pozostali półfinaliści – Hongkong, Korea Południowa i Sri Lanka.

#### Europa
Bezpośredni awans do turnieju olimpijskiego wywalczyła reprezentacja Francji, która zwyciężyła we wszystkich trzech turniejach sezonu, prawo gry w światowym turnieju kwalifikacyjnym otrzymała natomiast Hiszpania. Pozostałych trzech europejskich uczestników turnieju barażowego wyłonił turniej repasażowy rozegrany 18–19 lipca 2015 roku w Portugalii. Okazali się nimi Rosjanie, Niemcy i Irlandczycy

#### Oceania
W rozegranym w Auckland turnieju startowało osiem reprezentacji podzielonych w pierwszym dniu na dwie czterozespołowe grupy rywalizujące systemem kołowym o rozstawienie przed ćwierćfinałami. W drugim dniu zawodów odbyła się faza play-off z udziałem wszystkich drużyn, obejmująca ćwierćfinały, półfinały i mecze o miejsca. Zwyciężyli faworyzowani Australijczycy, którzy w drugim dniu zawodów nie stracili nawet punktu, do światowego turnieju kwalifikacyjnego awansowały natomiast Tonga i Samoa.

### Światowy turniej kwalifikacyjny
W turnieju ostatniej szansy Rugby Europe przydzielono cztery miejsca, Rugby Africa i Asia Rugby przyznano po trzy, zaś NACRA, Oceania Rugby i Sudamérica Rugby przypadły po dwa, a stawką rozegranych w dniach 18–19 czerwca 2016 roku w Monako było jedno miejsce w olimpijskich zawodach. W turnieju triumfowali Hiszpanie niespodziewanie pokonując w finale faworyzowanych Samoańczyków.